# Secretaria Regional da Saúde (Madeira)
A Secretaria Regional de Saúde e Proteção Civil (SRSPC) é uma das Secretarias Regionais do Governo Regional da Madeira. Tem como atribuição a gestão da Saúde na Região Autónoma da Madeira e o seu secretário regional atual é Pedro Ramos, médico.

## Organização da Secretaria
A SRS não compreende nenhuma Direção Regional, mas inclui os seguintes serviços:
- Instituto de Administração da Saúde e Assuntos Sociais, IP-RAM;

- Serviço de Saúde da Região Autónoma da Madeira, E. P. E. (SESARAM, E.P.E.).